# صفدر علی مالستانی
صفدر علی مالستانی (زاده مالستان - ولایت غزنی، درگذشت: ۱۳۹۱ه‍.خ کابل) خواننده، ترانه‌سرا و نوازنده سبک موسیقی هزارگی افغانستان است. وی تأثیر مهمی در موسیقی هزارگی داشت و صدای نازک و باریک وی و جریان آبی میرزا باعث معروفیت و شناخته شدن وی شد.

## زندگی‌نامه
صفدر علی مالستانی فرزند برات علی در نوده مالستان و در یک خانواده کاملاً هنرمند به دنیا آمد. وی پنج خواهر به نام‌های «مریم»، «صبر گل»، «بخت آور»، «لیلا» و «جان بیگم» و دو برادر به نام‌های «مرادعلی» و «احمدعلی» داشت که همگی آوازخوان بودند. جان بیگم و مراد علی نقش استاد را برای او داشتند. صفدر علی در دهه شصت به کابل رفت و یک گروه موسیقی محلی را تشکیل داد و چندین بار در رسانه‌های ملی به اجرا پرداخت. وی در آن سال‌ها با هنرمندان مختلفی همچون صفدر توکلی آشنا شد و آثار مختلفی را به همراه دیگر هنرمندان منتشر کرد.

## آثار
بسیاری از آثار صفدر علی مالستانی به صورت نوار کاستهای ضبط شده از اجراهای وی در مراسم‌های گوناگون منتشر شده است.

## آبه میرزا
دل آرام آغی که به آبه/آبی میرزا شناخته می‌شود از زنان آوازخوان معروف مردمان هزاره است که سبک مخصوص خود را در آواز خوانی داشت. سبک موسیقی آبی میرزا در میان آوازخوانان بسیار مشهور شد و خوانندگان متعددی منجمله صفدر علی مالستانی نیز به همین سبک آواز می‌خواندند. شباهت موسیقی و آواز صفدر علی مالستانی و آبی میرزا به حدی به هم شباهت داشت که بسیاری از مردم آثار این دو شخص را از همدیگر تفکیک نمی‌توانند و حتی هنوز بسیاری آثار صفدر علی مالستانی را به نام آهنگ‌های آبی میرزا می‌شناسند. البته هنوز بسیاری وجود دل آرام آغی را منکر می‌شوند و معتقد هستند که به دلیل صدای نازک صفدر علی مالستانی افرادی که صدای وی را در مراسم‌های گوناگون ضبط می‌کردند به انگیزه بهره تجاری آن را به نام آبی میرزا یا دختر مالستانی منتشر می‌کردند و پس از آن بسیاری از آثار صفدر علی توکلی به نام آبی میرزا به یادگار مانده است.

## درگذشت
صفدر علی مالستانی در ۱۸ حمل ۱۳۹۱ و در سن ۷۰ سالگی، در اثر کهولت سن در دشت برچی کابل از دنیا رفت.